# 下関市営下関陸上競技場
下関市営下関陸上競技場（しものせきしえい しものせきりくじょうきょうぎじょう） は山口県下関市向洋町（東駅地区）の下関運動公園にある市営の陸上競技場である。
2020年から介護サービス業のセービングが施設命名権を取得し、「セービング陸上競技場」（セービングりくじょうきょうぎじょう）の名称を使用している（後述）。

## 概要
1958年（昭和33年）7月に落成、翌月8月8日に開場、第11回全国高等学校陸上競技対抗選手権（現在の全国高等学校総合体育大会陸上競技大会）が行われた。1998年（平成10年）にメインスタンドの改築などのリニューアルが行われている。
日本陸上競技連盟第2種公認の陸上競技場で、全天候トラック8レーン（直線100m、1周400m）を有する。屋根はメインスタンド（7169人収容）にのみあり、バックスタンドはコンクリート打ち放しの階段状の座席、サイドスタンドは芝生席。照明設備はメインスタンドのみつけられており、照度の関係から球技のナイトゲームには対応しない。そのほかにトレーニング室と雨天練習場（100m4レーン）を有する。
トラック内側には天然芝フィールドを配し、2011年（平成23年）のおいでませ!山口国体ではサッカー競技成年男子の主会場の一つとなったほか、国体のリハーサル大会を兼ねた2010年の第46回全国社会人サッカー選手権大会も決勝戦・3位決定戦が本競技場で行われている。
2012年には、下関市をフレンドリータウンと位置付けているギラヴァンツ北九州が練習を行うなど、ホームタウン活動を展開した
。
Jリーグ・レノファ山口FCは、日本フットボールリーグ (JFL) に参戦した2014年以降、ホームゲーム数試合を本競技場で開催しており（2013年までは使用例なし、2014年（JFL） 3試合、2015年（J3リーグ）3試合、2016年（J2リーグ）1試合、2017年（J2リーグ）2試合）、山口市・山陽小野田市 と共に下関市をホームタウンの一つと位置づけているが、年間の試合数は1-3試合にとどまる。なお、2015年のJ3開催時にはサイドスタンド・バックスタンドは観客席として開放せず、メインスタンドのみを開放したほか、2014年とは異なり、メインスタンドから見て右側（第1コーナー付近）がレノファ、左側（第4コーナー付近）がアウェーチームの応援団席とした。2016年のJ2開催時には、メインスタンドの他、バックスタンドをサポーター席として開放した。
また、改修前の1992年11月15日、Jリーグプレシーズンマッチとして横浜フリューゲルス対浦和レッズが開催されたことがある。

### 陸連公認の保留について
日本陸上競技連盟（日本陸連）は、2018年6月14日に行った検定の実測報告を受け、同年7月4日付で下関市営下関陸上競技場の第2種公認更新申請を「保留（不合格）」とすることを決定、検定に合格するまで日本陸連公認競技会（公認記録として認定可能な競技会）が開催できないこと、対応できない場合は公認を取り消す旨を下関市に通知した。走路（トラック及び助走路）の摩耗が激しく、全面的な経年劣化が生じ弾力性がないことをはじめ複数の点で施設改修（更新）が必要であり、5年前（2013年）の前回更新時にも日本陸連が指摘していたものの、市が改修に向けた動きを取らなかったことが理由とされている。特にトラックについては、5年前の指摘で日本陸連は「トラックの全面改修が必要」との認識で指摘を行っていたが、市側は「劣化の激しかった1レーン・2レーンの改修を行えば公認要件を満たす」と解釈しており、市と陸連の間で改修の必要性について認識のずれがあったのではないかと報じられている。
市は日本陸連の保留決定を受けて対応を検討し、走路の全面改修を実施することとなった。トラック・助走路等を合成ゴムシート系舗装材から複合ポリウレタン系舗装材に変更して全面更新するもので、総事業費は3億9500万円を見込む。改修工事は長谷川体育施設が担当。2019年6月改修工事を終え、7月より供用を再開した。

### 命名権について
下関市は競技場の運営基盤を確立するための財源確保策として、ネーミングライツ・パートナー（施設命名者）の公募を決定。「愛称に『陸上競技場』という言葉を含めること」「年間200万円以上（税別）」等の条件で募集企業を募ったところ、下関市内に本社を置き介護サービス全般を手がける株式会社セービングとの間でネーミングライツパートナー契約を締結した。契約期間は2020年4月1日から3年間（自動更新条項付き）で、命名権に基づく名称は「セービング陸上競技場」（英: Saving Athletics Stadium、略称「SV下関」）で契約額は年200万円（税別）。

## Ｊリーグ開催実績
| 試合日         | ホーム | スコア  | ビジター | 観客数  | 備考 | 出典        |
| 2015年5月31日  | 山口   | ○ 3-0 ● | J-22     | 2,153人 |      | [ 公式 1 ]  |
| 2015年6月14日  | 山口   | ● 1-2 ○ | 町田     | 2,639人 |      | [ 公式 2 ]  |
| 2015年10月4日  | 山口   | ○ 5-0 ● | 相模原   | 3,315人 |      | [ 公式 3 ]  |
| 2016年10月2日  | 山口   | ● 0-2 ○ | 熊本     | 7,609人 |      | [ 公式 4 ]  |
| 2017年5月27日  | 山口   | ● 0-1 ○ | 町田     | 3,369人 |      | [ 公式 5 ]  |
| 2017年10月21日 | 山口   | ○ 1-0 ● | 水戸     | 3,538人 |      | [ 公式 6 ]  |
| 2018年5月27日  | 山口   | ○ 1-0 ● | 讃岐     | 5,034人 |      | [ 公式 7 ]  |
| 2018年10月7日  | 山口   | ○ 4-1 ● | 岐阜     | 3,936人 |      | [ 公式 8 ]  |
| 2019年10月12日 | 山口   | ○ 1-0 ● | 京都     | 4,166人 |      | [ 公式 9 ]  |
| 2021年10月17日 | 山口   | △ 2-2 △ | 水戸     | 2,820人 |      | [ 公式 10 ] |
| 2022年10月2日  | 山口   | △ 2-2 △ | 岩手     | 3,859人 |      | [ 公式 11 ] |
| 2023年10月1日  | 山口   | ○ 3-2 ● | 金沢     | 3,766人 |      | [ 公式 12 ] |
| 2024年9月29日  | 山口   | ● 0-1 ○ | 仙台     | 5,540人 |      | [ 公式 13 ] |

- レノファ山口FC の7勝2分4敗(2024年シーズン終了時)となっている。

## アクセス
- JR下関駅・新下関駅からサンデン交通バス「東駅経由」便にて「東駅」バス停下車、徒歩3分[13]。
- 同サンデン交通「山の口」バス停下車、徒歩2分。

### 注記
1. ↑  練習場の一つである山口県立おのだサッカー交流公園が所在。

### 公式
1. ↑  “山口vsJ-22の試合結果・データ（明治安田生命Ｊ３リーグ第14節：2015年5月31日）”. 2024年1月31日閲覧。
2. ↑  “山口vs町田の試合結果・データ（明治安田生命Ｊ３リーグ第16節：2015年6月14日）”. 2024年1月31日閲覧。
3. ↑  “山口vs相模原の試合結果・データ（明治安田生命Ｊ３リーグ第32節：2015年10月4日）”. 2024年1月31日閲覧。
4. ↑  “山口vs熊本の試合結果・データ（明治安田生命Ｊ２リーグ：2016年10月2日）”. 2024年1月31日閲覧。
5. ↑  “山口vs町田の試合結果・データ（明治安田生命Ｊ２リーグ：2017年5月27日）”. 2024年1月31日閲覧。
6. ↑  “山口vs水戸の試合結果・データ（明治安田生命Ｊ２リーグ：2017年10月21日）”. 2024年1月31日閲覧。
7. ↑  “山口vs讃岐の試合結果・データ（明治安田生命Ｊ２リーグ：2018年5月27日）”. 2024年1月31日閲覧。
8. ↑  “山口vs岐阜の試合結果・データ（明治安田生命Ｊ２リーグ：2018年10月7日）”. 2024年1月31日閲覧。
9. ↑  “山口vs京都の試合結果・データ（明治安田生命Ｊ２リーグ：2019年10月12日）”. 2024年1月31日閲覧。
10. ↑  “山口vs水戸の試合結果・データ（明治安田生命Ｊ２リーグ：2021年10月17日）”. 2024年1月31日閲覧。
11. ↑  “山口vs岩手の試合結果・データ（明治安田生命Ｊ２リーグ：2022年10月2日）”. 2024年1月31日閲覧。
12. ↑  “山口vs金沢の試合結果・データ（明治安田生命Ｊ２リーグ：2023年10月1日）”. 2024年1月31日閲覧。
13. ↑  “山口vs仙台の試合結果・データ（明治安田生命Ｊ２リーグ：2024年9月29日）”. 2024年1月31日閲覧。